# ベイビー・イッツ・ユー (映画)
『ベイビー・イッツ・ユー』（Baby it's you）は、1983年公開のアメリカ映画である。

## 概要
1960年代中期のアメリカ、ニュージャージー州を舞台に繰り広げられる、男女の身分格差を絡めて描いた辛口の青春恋愛ドラマ。中流寄りのお嬢様育ちのヒロインと、労働者階級の息子で札付きの不良という、よくある設定の男女の身分の違いと価値観の違いを浮き彫りにした不毛な結末を迎える、シビアな恋愛ドラマ。ヒロインはのちに『グラン・ブルー』でブレイクするロザンナ・アークエット、対する停学退学を繰り返す不良でヒロインに強引な男に当時アイドル的人気のあったヴィンセント・スパーノが扮している。

## スタッフ
- 監督・脚本：ジョン・セイルズ
- 原作：エイミー・ロビンソン
- 製作：グリフィン・ダン、エイミー・ロビンソン
- 撮影：ミヒャエル・バルハウス
- 衣裳デザイン：フランヌ・リー

## キャスト
- ジル・ローゼン：ロザンナ・アークエット
- アルバート・"シーク"・カパディルポ：ヴィンセント・スパーノ
- スティーブ：マシュー・モディーン
- スチュアート：ロバート・ダウニー・Jr
- レスリー：トレイシー・ポラン
- Dr.ローゼン：ジャック・デヴィッドソン
- ローゼン夫人：ジョアンナ・マーリン
- カパディルポ氏：ニック・フェラーリ